# بيجوم جان (فلم)
بيجوم جان هو فيلم دراما تاريخية هندي من إخراج سريجيت موخيرجي وإنتاج ماهيش بهات وموكيش بهات. بدأ تصوير الفيلم في يونيو 2016 وانتهى أغسطس 2016. صدر الفيلم يوم 6 يناير 2017.

## روابط خارجية
- مقالات تستعمل روابط فنية بلا صلة مع ويكي بيانات